# Itchy a Scratchy
Itchy a Scratchy (v díle Je Šáša vinen? Sam a Perry, v anglickém originále The Itchy & Scratchy Show) jsou fiktivní pořad z amerického animovaného seriálu Simpsonovi.
Pořad zobrazuje modrou myš Itchy, která opakovaně a násilně mrzačí nebo zabíjí černou kočku Scratchy, což je obvykle prezentováno jako 15- až 60sekundové kreslené vtipy, které jsou součástí show Šáši Krustyho. Pořad je plný bezdůvodného násilí, které téměř vždy vyvolává bouřlivý smích Barta, Lízy a Homera, když se občas dívá. 
Postavy Itchyho a Scratchyho jsou extrémně násilné a krvavé parodie na kreslené seriály o kočkách a myších, jako jsou Tom a Jerry, Herman a Katnip nebo Pišta a Fišta. Za inspiraci postaviček je považován také italský komiks Squeak the Mouse.
Poprvé se komiks objevil v The Tracey Ullman Show ve skeči The Bart Simpson Show, který se vysílal v roce 1988. V seriálu Simpsonovi se kreslené postavičky poprvé objevily v epizodě Taková nenormální rodinka z roku 1990. Kreslené vtipy si oblíbili scenáristé a animátoři seriálu a často je přidávají, když je třeba epizodu prodloužit. Několik celých epizod bylo zaměřeno na fiktivní produkci Itchyho a Scratchyho.

## Role vSimpsonových
Itchy a Scratchy jsou pořad, který se občas objevuje v epizodách seriálu Simpsonovi. Objevují se ve formě 15- až 60sekundových kreslených vtipů, které jsou plné bezdůvodného násilí, obvykle iniciovaného myší Itchy proti kočce Scratchy; Itchy téměř vždy zvítězí. Itchy a Scratchy se vysílají jako část v show Šáši Krustyho.
Itchy a Scratchy jsou obvykle parodií na tradiční kreslené filmy nebo převzatými díly slavných filmů, ale děj a obsah jsou vždy násilné a krvavé, přičemž Itchy na rozdíl od většiny klasických kreslených filmů provádí nevyprovokované akty grafického násilí a vražd. Nejpřímějším a nejzřetelnějším příkladem je animovaný seriál Tom a Jerry, jenž byl také o neustálém boji mezi kočkou a myší, přičemž myš obvykle vítězí, ačkoli v Itchym a Scratchym vystupuje myš jako antagonista. Itchy a Scratchy obsahují také krátké filmy, jako je Scratchtasia, parodie na Fantazii, a Pinitchio, parodie na Pinocchia. V seriálu převažují vtipy související s animací, jako je například kreslený film Manhattan Madness v epizodě Den, kdy zemřelo násilí, který vychází z velmi raných animovaných filmů, jako je Gertie the Dinosaur. Kreslené filmy také občas slouží k rozehrání přehnané formy konfliktu v epizodě. Například v dílu Hrdinný kosmonaut Homer (5. řada, 1994) je Homer naverbován do NASA a později sleduje kreslený film Itchy a Scratchy, který přímo (a hrůzně) paroduje filmy 2001: Vesmírná odysea a Vetřelec.

### Historie fiktivní produkce
Chester J. Lampwick vytvořil Itchyho pro dnes již ztracený němý kreslený film Manhattan Madness, ve kterém myš brutálně napadne a zabije Ira a Theodora Roosevelta, v roce 1919 (rok prvního kresleného filmu Kocour Felix). Postavičku však později ukradl Roger Meyers. Scratchy si zahrál ve svém prvním kresleném filmu v roce 1928 s názvem That Happy Cat. Film, 13sekundová animace, která zobrazovala kocoura pískajícího a naklánějícího klobouk, byl komerčním neúspěchem. Později téhož roku si Itchy a Scratchy zahráli ve svém prvním společném kresleném filmu Steamboat Itchy, násilné parodii na Disneyho Parník Willie. Kromě krátkých kreslených filmů se Itchy a Scratchy objevili v rozhlasovém seriálu z období druhé světové války, nejméně ve dvou filmech (Pinitchio a Scratchtasia, které jsou parodií na Pinocchia, respektive Fantazii) a v televizní reklamě na cigarety Laramie.
Itchy & Scratchy Studios vede Roger Meyers mladší, syn Rogera Meyerse, údajného tvůrce kresleného filmu. Studio zkrachovalo poté, co ho Chester J. Lampwick zažaloval o 800 milionů dolarů, ale bylo zachráněno poté, co obdrželo vysoké peněžní vyrovnání od vlády kvůli použití pana ZIPa. Pořad prošel krátkou nenásilnou úpravou po protestní kampani vedené Marge Simpsonovou, ale po pozdější diskreditaci Marge se vrátil k původnímu násilnému formátu. Itchy a Scratchy dali vzniknout filmové adaptaci oceněné Oscarem, zábavním parkům a muzikálu; a stejně jako Krustyho pořad vznikají lokalizované verze pro jiné země, například jamajský The Itchem and Scratchem Blow.

## Postavy

### Itchy a Scratchy
Hlavními postavami seriálu jsou myšák Itchy, kterého namlouvá Dan Castellaneta, a kocour Scratchy, kterého dabuje Harry Shearer. Duo se poprvé objevilo v The Tracey Ullman Show ve skeči The Bart Simpson Show, který se vysílal 20. listopadu 1988; styl vystupování v té době připomínal Toma a Jerryho. Poprvé se v Simpsonových objevili v epizodě Taková nenormální rodinka. Itchy je modrá myš, která působí jako zlotřilý hlavní hrdina seriálu a neúnavně se snaží zabít Scratchyho a všechny ostatní kočky v okolí. Téměř vždy se mu podaří nešťastného Scratchyho zmrzačit nebo zabít a téměř nikdy nezemře. Scratchy je nitkovitý, mourovatý černý kocour a věčná oběť Itchyho násilných činů; na rozdíl od Toma z Toma a Jerryho si Scratchy Itchyho málokdy znepřátelí, aby ho jakkoli vyprovokoval. 
Poochie, kterého namluvili Dan Castellaneta (jako Homer Simpson) a Alex Rocco (jako Roger Meyers mladší), je oranžový pes, který se objevil v dílu Představují se Itchy, Scratchy a Poochie (8. řada, 1997). V této epizodě se producenti seriálu Itchy a Scratchy domnívali, že kreslené seriály začínají být ohrané, a potřebovali novou postavu, která by seriál oživila. Homer Simpson dostane za úkol namluvit Poochieho, který se představí v kresleném filmu The Beagle Has Landed. Poochie, který byl produktem myšlení marketingového oddělení, byl téměř všeobecně opovrhován kvůli rušivému grafickému násilí a ve svém druhém vystoupení byl navzdory Homerovým námitkám definitivně zabit. Epizoda byla jednak odkazem na televizní pořady, které přidávaly nové postavy údajně pro oživení seriálu, jednak komentářem k rostoucím stížnostem fanoušků Simpsonových. Původní myšlenka epizody byla, že Poochie bude protivný spíše proto, že je tak bohatý, než proto, že je tak skvělý. Poochie se později krátce objevil ve Speciálním čarodějnickém dílu 10. řady a v dílu Malá velká máma.

### Produkční štáb
Roger Meyers junior, kterého namluvili Alex Rocco a Hank Azaria, je předsedou představenstva studia Itchy & Scratchy a synem Rogera Meyerse, který se poprvé objevil v dílu Za všechno může televize (2. řada, 1990). Distribuuje kreslený seriál a je to zapšklý, sobecký obchodník, který svými diváky jen pohrdá. Má nesmírně bezcitnou povahu, záleží mu jen na lidech, kteří mu mohou pomoci. To se projevuje v jeho pohrdání autory seriálu Itchy a Scratchy.
Alex Rocco Meyerse namluvil také v dílech Den, kdy zemřelo násilí a Představují se Itchy, Scratchy a Poochie. Řekl, že Meyerse namluvil rád, protože „můžu být velký frajer“. Přiznal, že byl nervózní, když postavu poprvé namluvil v epizodě Za všechno může televize, protože prý nikdy předtím nedělal dabing. Nejprve se snažil o zvláštní hlas, ale bylo mu řečeno, aby „byl prostě sám sebou“. Rocco patřil k oblíbeným hostujícím hvězdám Billa Oakleyho a Joshe Weinsteina, kteří ho rádi zařazovali do svých epizod, aby si s ním „mohli trochu pohrát“. V případech, kdy Rocco nemohl namluvit hlas, Meyerse namluvil Hank Azaria, a to v dílech Nastrčená osoba (4. řada, 1993), Milenec Lady Bouvierové (5. řada, 1994) a Návštěva Drsnolandu (6. řada, 1994).
Psaní Meyersova jména bylo v seriálu nejednotné. Jeho příjmení bylo psáno jak Myers, tak Meyers v epizodě Za všechno může televize a Myers v pozdější epizodě Den, kdy zemřelo násilí. Jeho jméno je psáno Meyers v epizodě Nastrčená osoba a také v knize The Simpsons: A Complete Guide to Our Favorite Family.
Roger Meyers starší se poprvé objevil ve videozáznamu v dílu Návštěva Drsnolandu a nikdy neměl mluvenou roli. Byl vytvořen, protože scenáristé měli pocit, že by bylo „trýznivou logikou“, kdyby byl tvůrcem Roger Meyers junior. Roger Meyers starší má podobnost s Waltem Disneym, například údajný Disneyho antisemitismus je parodován, když se ukáže, že Meyers vytvořil kreslený film s názvem Nazi Supermen are Our Superiors.
Herečka June Bellamyová, kterou namluvila Tress MacNeilleová, ztvárňuje Itchyho i Scratchyho. Její jediné vystoupení bylo v dílu Představují se Itchy, Scratchy a Poochie. Pravděpodobně je odkazem na hlasovou veteránku June Forayovou, která namluvila i několik mužských postav, zejména létajícího veverčáka Rockyho. Ve skutečnosti Itchyho a Scratchyho namluvili dva různí muži, nikoli jedna žena.
Chester J. Lampwick, kterého namluvil Kirk Douglas, je tvůrcem Itchyho a objevil se pouze v dílu Den, kdy zemřelo násilí. První volba producentů pro tuto postavu, William Hickey, odmítla. Douglasovo nahrávání bylo plné přerušení, protože odmítl nosit dodaná sluchátka a řekl, že maximálně udělá dva záběry.
V několika epizodách, které se točí kolem výroby Itchyho a Scratchyho, jsou karikatury zaměstnanců seriálu použity jako zaměstnanci seriálu Itchy a Scratchy. Poprvé se tak stalo v díle Za všechno může televize, kde lze vidět karikatury animátorů Davida Silvermana, Wese Archera a Riche Moora. V díle Nastrčená osoba bylo použito mnoho scenáristů pořadu, tento vtip byl čistě nápadem animátorů. V epizodě se objevili John Swartzwelder, George Meyer, Jeff Martin, Al Jean, Sam Simon, Jon Vitti a Mike Reiss. Tento vtip se vrátil v epizodě Představují se Itchy, Scratchy a Poochie. Téměř všichni zobrazovaní scenáristé jsou karikaturami skutečných zaměstnanců Simpsonových. U produkčního stolu jsou zobrazeni David X. Cohen, Bill Oakley, Josh Weinstein, zatímco Meyer promluví a dostane padáka. Zobrazený animátor, který navrhuje Poochieho, je Silverman. Mezi dalšími se objevují Dan McGrath, Ian Maxtone-Graham, Donick Cary, Ron Hauge, Ned Goldreyer a Mike Scully.

## Pozadí

### Začátky
Itchy a Scratchy se poprvé objevili v The Tracey Ullman Show ve skeči The Bart Simpson Show, který se původně vysílal 20. listopadu 1988. Byly to první hlavní opakující se postavy mimo rodinu Simpsonových, které se objevily. Tvůrce seriálu Matt Groening a jeho přátelé v dětství fantazírovali o ultrabrutálním animáku a o tom, jaká by to byla zábava pracovat na takovém pořadu. Jména „Itchy“ a „Scratchy“ byla inspirována jmény Pixie a Dixie, což byla jména postav části kresleného pořadu The Huckleberry Hound Show. Za zjevnou inspiraci postaviček je považován také komiks Squeak the Mouse. Groeningovi se v dětství velmi líbila disneyovka 101 dalmatinů z roku 1961 a byla jedním z důvodů, proč se dal na kreslenou tvorbu. Ve filmu se štěňata dívají na televizi a myšlenka, že je možné mít kreslený film v kresleném filmu, Groeninga nadchla. Z tohoto nápadu se inspiroval pro seriál Itchy a Scratchy.
David Silverman uvádí, že kreslený seriál Itchy a Scratchy je „ironickým komentářem ke kreslenému chaosu v tom smyslu, že je přenesen na realističtější úroveň. Děti v Simpsonových se tomu smějí a my se smějeme také, ale součástí toho, čemu se smějete, je přehnaná excesivnost násilí.“

### Vývoj
Kreslené díly Itchyho a Scratchyho jsou často přidávány, když je potřeba seriál prodloužit nebo když se objeví problém, který chtějí autoři satirizovat. V některých případech, zejména v dílu Představují se Itchy, Scratchy a Poochie, autoři používají Itchyho a Scratchyho jako způsob, jak komentovat Simpsonovy. Díly jsou pro scenáristy často náročné, jejich vývoj a vymýšlení názvu zabere mnoho času a nakonec vyplní jen málo času. Psaní kreslených dílů Itchyho a Scratchyho je poměrně často skupinovou prací, kdy se nadhazuje jeden gag za druhým. Itchy a Scratchy jsou oblíbení u Johna Swartzweldera, jenž napsal mnoho epizod, které se na ně soustředí, a poměrně často předkládá nápady na jejich díly. V prvních řadách si fanoušci přáli více Itchyho a Scratchyho, a tak se scenáristé rozhodli natočit epizodu Za všechno může televize, která se zabývala otázkami cenzury, což by jim umožnilo ukázat několik kreslených vtipů. Kreslené vtipy jsou často krátké, protože podle Davida Silvermana „to jako dlouhý animák moc nefunguje“.
Během působení Davida Mirkina jako showrunnera (5.–6. řada) byl požádán stanicí Fox, aby už nenatáčel další Itchyho a Scratchyho kvůli množství násilí. V reakci na to vznikl díl Návštěva Drsnolandu. Televize je požádala, aby epizodu nedělali, a pohrozila, že pokud bude epizoda natočena, vystřihne části s Itchym a Scratchym sama, ale ustoupila, když Mirkin pohrozil, že to řekne médiím. Scenáristé nicméně slíbili, že se pokusí nepřehánět násilí, a v některých scénách bylo násilí vystřiženo.
Během svého působení ve funkci výkonných producentů se Bill Oakley a Josh Weinstein snažili do každé řady vměstnat jednu epizodu týkající se Itchyho a Scratchyho. Poznamenávají, že s přibývajícími řadami pro ně bylo stále obtížnější vytvářet nové nápady na epizody s Itchym a Scratchym. Přestože bylo obtížné epizodu animovat, Návštěva Drsnolandu byla pro animátory „splněným snem“, protože je bavilo animovat scény plné násilí.

## Další výskyty
Itchy a Scratchy se objevili v různých produktech a dalších médiích týkajících se seriálu Simpsonovi. 
Hra Itchy & Scratchy Game byla vydána pro Game Gear a Super NES, byla vyvinuta také verze pro Sega Genesis, která však nikdy nebyla komerčně vydána. Itchy & Scratchy in Miniature Golf Madness byl vydán pro Game Boy. Itchy, Scratchy a Poochie hrají role v části Grand Theft Scratchy ve videohře The Simpsons Game.
Itchy a Scratchy se také objevili v reklamách na různé produkty, včetně reklamy na Butterfinger z roku 1999, kde Bart sleduje krátký film s názvem 500 Easy Pieces.
Objevují se v první scéně Simpsonových ve filmu. Autoři filmu od začátku věděli, že začnou krátkým filmem Itchy a Scratchy, a tato část byla první scénou, pro kterou animátoři vytvořili storyboard.
Dvojice se objevila také ve videu k atrakci The Simpsons Ride; uvádějí video s názvem Safety First, které ukazuje jezdcům, co se jim může stát, pokud nebudou dodržovat požadavky na jízdu.
Mimo Simpsonovy se Itchy a Scratchy objevují také v jedné z posledních scén filmu Ghost Dog – Cesta samuraje.

## Přijetí

### Oblíbenost
V roce 2003 časopis Entertainment Weekly označil epizody Návštěva Drsnolandu a Představují se Itchy, Scratchy a Poochie za 7. nejlepší, respektive 23. nejlepší epizodu seriálu Simpsonovi.
V článku z roku 2006 zařadil server IGN Itchyho a Scratchyho na 10. místo svého seznamu 25 nejlepších vedlejších postav Simpsonových s tím, že „Itchy a Scratchy nastavují kresleným seriálům pěkné zrcadlo a ukazuje, jak zábavné je násilí v kreslených seriálech“.
V roce 2014 sestavili tvůrci seriálu Simpsonovi v článku pro časopis Vulture žebříček devíti nejoblíbenějších kreslených dílu Itchyho a Scratchyho. Mezi jejich volbami se objevily Steamboat Itchy ze 4. řady, Bleeder of the Pack ze 14. řady, úvodní scéna Simpsonových ve filmu a bezpečnostní video Safety First.

### Ohlasy kritiky
Ve své knize Planet Simpson z roku 2004 Chris Turner popisuje Itchyho a Scratchyho jako „zdaleka nejveselejší vizuální riffování v Simpsonových. (…) Každý úryvek Itchyho a Scratchyho vměstná do své půlminuty na plátně tolik frenetické akce, vedlejších gagů a fyzického humoru jako půl tuctu kreslených filmů Kojot Wilda a pták Uličník a tucet dílů Toma a Jerryho.“
V roce 2007 časopis Vanity Fair označil díl Představují se Itchy, Scratchy a Poochie za šestou nejlepší epizodu v historii seriálu a popsal ji jako „klasickou satiru na vliv televizních stanic, posedlé televizní fanoušky a pořady, které přežívají dlouho poté, co přeskočily žraloka, epizoda je metaoslavou, jazykovým vyvrácením všech, kteří tvrdili, že kvalita Simpsonových v průběhu let klesla“.
Todd Gilchrist z IGN označil Itchyho a Scratchyho za mistrovské dílo a prohlásil, že „by se klidně mohli zabalit a prodávat“ sami. Robert Canning z IGN napsal, že „je vždycky zábavné vidět kreslený seriál Itchy a Scratchy“, ale domnívá se, že kratší a jednodušší kreslené seriály jsou lepší než ty delší a složitější.